# Lotto Arena
 (août 2025).
Si vous disposez d'ouvrages ou d'articles de référence ou si vous connaissez des sites web de qualité traitant du thème abordé ici, merci de compléter l'article en donnant les références utiles à sa vérifiabilité et en les liant à la section « Notes et références ».
Le Lotto Arena est un hall omnisports situé à Anvers, en Province d'Anvers, où évolue le club de basket-ball masculin des Antwerp Giants, club évoluant en première division (Belgique + Pays-Bas).

## Événement
- Le premier concert de la salle fut celui de Deep Purple, le 18 mai 2007. Ils y joueront de nouveau en 2009 et en 2014.
- Evanescence y a joué son premier concert belge le 3 juin 2007. Ils y joueront de nouveau en 2012.
- Dream Theater, lors de la tournée Chaos in Motion avec Symphony X, le 4 octobre 2007.
- Korn, avec Deathstars et Flyleaf, le 28 janvier 2008.
- Nightwish y a joué deux fois, la première le 23 mars 2008, puis la deuxième le 17 décembre 2015.
- La tournée Unholy Alliance, avec Slayer en tête d'affiche, s'y est tenu le 12 novembre 2008.
- Slipknot, lors de la tournée All Hope is Gone, le 14 décembre 2008.
- Status Quo y a joué en 2009, 2011, 2013, 2014.
- Dropkick Murphys, avec Sick of it All, le 29 janvier 2010.
- Volbeat y jouera deux fois (2010 et 2011).
- Gorillaz y a joué son premier (et unique) concert belge le 25 novembre 2010.
- 30 Seconds to Mars y a joué deux fois (2011 et 2013).
- Judas Priest, lors de la tournée Epitaph, avec Saxon, le 23 mai 2012.
- Championnat d'Europe de futsal 2014, du 28 janvier au 8 février 2014 ; événement coaccueilli par le Sportpaleis d'Anvers.
- Nine Inch Nails y a joué le 28 mai 2014.
- Sabaton y a joué le 13 février 2015. Ils y joueront une deuxième fois le 8 janvier 2017.
- WWE Live 2015, le 17 avril.
- Le festival Laundry Night s'y tient depuis 2014, généralement en octobre.
- Little Mix y a joué le 2 juin 2017 lors du Glory Days Tour.
- Demi Lovato y a joué le 28 mai 2018 lors du Tell Me You Love Me Tour
- Halsey y a joué le 5 mars 2020 lors du Manic World Tour.
- Louis Tomlinson y a joué le 16 avril 2022 lors de sa première tournée mondiale